# KFOR

A KFOR misszió emblémája

A Kosovo Force (KFOR) a Koszovóban tevékenykedő, a NATO parancsnoksága alatt működő nemzetközi békefenntartó haderő, amely 1999. június 12-én jött létre az ENSZ Biztonsági Tanácsának 1244. számú határozata alapján. Feladata a biztonság és a rend fenntartása Koszovóban. 2006-ban körülbelül 17 000 katona teljesített szolgálatot a haderő keretén belül.

## Közreműködő államok
Amerikai Egyesült Államok, Argentína, Ausztria, Azerbajdzsán, Belgium, Bulgária, Csehország, Dánia, Egyesült Arab Emírségek, Egyesült Királyság, Észtország, Finnország, Franciaország, Fülöp-szigetek, Görögország, Grúzia, Hollandia, India, Izland, Írország, Kanada, Lengyelország, Lettország, Litvánia, Luxemburg, Magyarország, Malajzia, Marokkó, Mongólia, Németország, Norvégia, Olaszország, Oroszország, Örményország, Portugália, Románia, Spanyolország, Svájc, Svédország, Szlovákia, Szlovénia, Törökország, Ukrajna.
Legnagyobb létszámmal:
- Amerikai Egyesült Államok (660 fő),
- Olaszország (628 fő),
- Magyarország 397 fős kontingenssel járult hozzá a KFOR misszióhoz.
- Ausztria (343 fő),
- Törökország (310 fő),
- Lengyelország (229 fő),
- Szlovénia (219 fő),
- Svájc (165 fő),
- Horvátország (142 fő),
- Görögország (111 fő) vesz részt a békefenntartásban.